# The Boys (album của Girls' Generation)
The Boys là album phòng thu thứ ba của nhóm nhạc nữ Hàn Quốc, Girls' Generation. Album được phát hành vào ngày 19 tháng 10 năm 2011 tại Hàn Quốc và nhiều nước trên thế giới. Ca khúc cùng tên với album được chọn để quảng bá cho album trên các sân khấu âm nhạc hàng tuần.

## Tổng quát
Vào tháng 8 năm 2011, SM Entertainment đã xác nhận rằng nhóm sẽ trở lại vào tháng 9 với album phòng thu thứ ba, tuy nhiên, ngày phát hành cuối cùng đã bị trì hoãn đến tháng 10 vì thành viên Sooyoung bị chấn thương do tai nạn xe hơi.
Ngày 30 tháng 9, SM Entertainment thông báo rằng album sẽ hoãn phát hành vô thời hạn do các cuộc thảo luận đang diễn ra về một phát hành album tại Hoa Kỳ, một đại diện của công ty cho hay: "Nhóm sẽ phát hành một album tại Mỹ. Để kế hoạch được diễn ra theo đúng hoạch định ban đầu, chúng tôi đang có kế hoạch thay đổi ngày phát hành album tại Hàn Quốc. Chi tiết về việc này sẽ được SME công bố khi có quyết định chính thức". Nhóm bắt đầu tiến hành quảng bá album trên các sân khấu âm nhạc hàng tuần là vào 21 tháng 10 năm 2011, trên Music Bank. Dự kiến, một maxi-single sẽ được phát hành trong tháng mười trên toàn thế giới dưới nhãn hiệu Mỹ của nhóm là Interscope.

## Teaser hình ảnh
Ngày 26 tháng 9 năm 2011, những teaserhình ảnh trở lại của các thành viên được phát hành, đầu tiên là Taeyeon, theo sau là Sunny & Hyoyeon vào ngày 27 tháng 9, Sooyoung, Jessica và Tiffany vào ngày 28 tháng 9 và Yoona, Yuri, Seohyun vào ngày 29 tháng 9.

## Teaser Video
Vào ngày 1 tháng 10 năm 2011, SM Entertainment đã phát hành teaser clip đầu tiên cho video clip bài hát "The Boys". Vào ngày 7 tháng 10, nhóm phát hành teaser thứ hai. Lần này, video cho fan được ngắm kỹ hơn concept "công chúa" của SNSD. Góc quay chính diện cận mặt cùng hiệu ứng quay chậm đã càng làm tăng vẻ đẹp của 9 thành viên. Sau đó, hai MV teaser mới coóng lại vừa được "thả xích": một tiếng Anh và một tiếng Hàn. Với độ dài 30 giây, MV teaser thứ tư đã cho fan thỏa sức chiêm ngưỡng vũ đạo của 9 nàng cũng như "nếm thử" giai điệu rất có hơi hướng Hollaback Girl (Gwen Stefani) của The Boys.

## Danh sách bài hát
| STT | Nhan đề                          | Phổ lời      | Phổ nhạc                                                            | Thời lượng |
| --- | -------------------------------- | ------------ | ------------------------------------------------------------------- | ---------- |
| 1.  | "The Boys"                       | Yoo Youngjin | Teddy Riley, Taesung Kim, DOM, Richard Garcia                       | 3:48       |
| 2.  | "Telepathy" (텔레파시)           | Kim Boomin   | Hitchhiker                                                          | 3:45       |
| 3.  | "Say Yes"                        | Kim Younghoo | Kim Younghoo                                                        | 3:46       |
| 4.  | "Trick"                          | Jo Yoonkyung | Martin Hansen                                                       | 3:15       |
| 5.  | "How Great Is Your Love" (봄날)  | Sooyoung     | Jean Na                                                             | 3:54       |
| 6.  | "My J"                           | Hwang Sungje | Hwang Sungje                                                        | 3:53       |
| 7.  | "Oscar"                          | Kim Jungbae  | Kenzie                                                              | 3:23       |
| 8.  | "Top Secret"                     | Hong Jiyu    | Peter Wennerberg, Mathias Venge, Gabriella Jangfeldt, Sharon Vaughn | 2:59       |
| 9.  | "Lazy Girl"                      | Kim Taeyoon  | Lucas Secon,Thomas Troelsen                                         | 3:05       |
| 10. | "Sunflower" (제자리걸음)         | Kim Boomin   | Hitchhiker                                                          | 3:50       |
| 11. | "Vitamin" (비타민)               | Hwang Hyun   | Hwang Hyun                                                          | 3:10       |
| 12. | "Mr. Taxi" (Phiên bản Tiếng Hàn) | STY          | STY, Scott Mann, Chad Royce, Paolo Prudencio, Allison Veltz         | 3:32       |

## Xếp hạng
| Title                            | Peak positions | Peak positions          |
| Title                            | Gaon           | Billboard K-pop Hot 100 |
| -------------------------------- | -------------- | ----------------------- |
| "The Boys (Phiên bản tiếng Hàn)" | 1              | 1                       |
| "Telepathy"                      | 23             | 26                      |
| "Say Yes"                        | 31             | 37                      |
| "Trick"                          | 29             | 33                      |
| "How Great is Your Love"         | 27             | 31                      |
| "My J"                           | 44             | -                       |
| "Oscar"                          | 42             | -                       |
| "Top Secret"                     | 37             | 46                      |
| "Lazy Girl"                      | 43             | -                       |
| "Sunflower"                      | 41             | -                       |
| "Vitamin"                        | 35             | 41                      |
| "Mr. Taxi (Phiên bản tiếng Hàn)" | 14             | 15                      |
| "The Boys (Phiên bản tiếng Anh)" | 62             | -                       |

## Lịch sử phát hành
| Quốc gia    | Ngày                 | Nhãn hiệu             | Định dạng           |
| ----------- | -------------------- | --------------------- | ------------------- |
| Hàn Quốc    | 19 tháng 10 năm 2011 | SM Entertainment      | CD, Tải kĩ thuật số |
| Singapore   | 19 tháng 10 năm 2011 | Universal Music Group | CD                  |
| Philippines | 29 tháng 10 năm 2011 | Universal Music Group | CD                  |
| Nhật Bản    | 5 tháng 11 năm 2011  | Nayutawave Records    | CD                  |
| Hoa Kỳ      | 19 tháng 11 năm 2011 | Universal Music Group | CD                  |